# Cañicas
Cañicas es un barrio situado al norte de la ciudad española de Albacete. Se trata de un antiguo barrio caracterizado por viviendas bajas. Tiene 1040 habitantes (2012).

## Geografía
El barrio está situado al norte de Albacete, entre la carretera Virgen de los Llanos al sur, la avenida Gregorio Arcos al este y la calle Castellón al oeste y al norte. Limita al sur con el barrio El Pilar, al este con el barrio Industria y al norte y oeste con el barrio Imaginalia.

## Demografía
Cañicas tiene 1040 habitantes (2012): 520 mujeres y 520 hombres.

## Historia
El barrio de las Cañicas se remonta hasta el siglo XIX, cuyo eje era el antiguo pasaje de las Escalericas,  más tarde denominado calle Ortuño.[cita requerida]
El actual Cañicas surgió una vez finalizada la guerra civil como un barrio para la clase obrera. Se levantó en terrenos propiedad de Secundino Ortuño Martínez.

## Urbanismo
Cañicas es un antiguo barrio de Albacete compuesto por casas bajas y bloques de viviendas de pocas plantas en general.

## Fiestas
Las fiestas del barrio de Cañicas se celebran anualmente a finales de agosto.

## Transporte
El barrio queda conectado mediante las siguientes líneas de autobús urbano:
| Línea | Trayecto | Recorrido                                                        | Frecuencia                                         |
| ----- | --- | ---------------------------------------------------------------- | -------------------------------------------------- |
|       | Campus UCLM - Barrio de Vereda | Recorrido Archivado el 17 de abril de 2014 en Wayback Machine.   | 12-18 minutos                                      |
|       | Barrio San Pedro- Los Llanos del Águila-Parque Lineal - Parque Empresarial Campollano                                                       | Recorrido Archivado el 25 de febrero de 2014 en Wayback Machine. | 15-20 minutos                                      |
|       | Estación de Ferrocarril - Estación de Autobuses - Hospital General Universitario - Hospital Universitario Ntra. Señora del Perpetuo Socorro | Recorrido Archivado el 22 de febrero de 2014 en Wayback Machine. | 15-22 minutos                                      |
|       | Ciudad - Parque Empresarial Campollano | Recorrido Archivado el 17 de abril de 2014 en Wayback Machine.   | Salidas 7:20, 8:20, 14:40, 15:20 (desde la ciudad) |